# Хасанагиница (ТВ Београд)
Хасанагиница је југословенски филм из 1983. године. Режирао га је Славољуб Стефановић Раваси а сценарио је написао Љубомир Симовић.

## Радња
Радња се догађа у 17. веку у Имотског крајини и приказује трагичну судбину супруге једног од локалних османских феудалаца; за радњу је карактеристично да је нагласак стављен на политичке интриге као и да ликови користе изразе карактеристичне за 20. век.

## Улоге
| Глумац                   | Улога                |
| ------------------------ | -------------------- |
| Александра Николић       | Хасанагиница         |
| Жарко Лаушевић           | Хасанага             |
| Драган Максимовић        | Бег Пинторовић       |
| Босиљка Боци             | Мајка Хасанагина     |
| Ксенија Јовановић        | Мајка Хасанагиничина |
| Михајло Викторовић       | Ефендија             |
| Стојан Столе Аранђеловић | Суља                 |
| Предраг Лаковић          |                      |
| Младен Андрејевић        |                      |
| Рамиз Секић              | Ахмед                |
| Станимир Аврамовић       |                      |
| Богдан Јакуш             |                      |
| Милутин Јевђенијевић     |                      |
| Стеван Миња              |                      |
| Зоран Стојиљковић        | Слуга                |